# 约翰·哈格莱尔加姆
約翰·哈格萊爾加姆（英語：John Haglelgam，1949年8月10日—2024年9月12日），是密克羅尼西亞聯邦第二任總統，於1987年至1991年期間在任。出生於雅浦州歐里皮克環礁。

## 生平
約翰出生於1949年。1964年至1968年間，他就讀於雅浦島Ulithi的Eauripik小學和外島高中並在1969年畢業，之後他就讀於夏威夷大學，並於1973年獲得政治學文學學士學位。他在俄勒岡州塞勒姆的威拉米特大學法學院學習了一年，然後回國競選密克羅尼西亞眾議院席位雅浦外島代表，約翰在1974年加入政府，任密克羅尼西亞眾議院議員直到1978年，在1979年密克羅尼西亞聯邦第一屆國會議員選舉之前，他一直是臨時國會的成員，之後出任過不同的公職，直到1986年參選總統。

## 總統任期

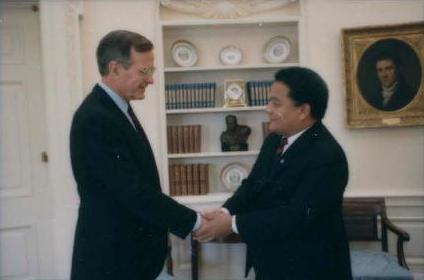
1990年約翰訪問美國並會見美國總統喬治·夏拔·獲加·布殊

1987年，密克羅尼西亞聯邦開國總統中山利雄任滿退休，由當選的約翰接任第二任總統，以38歳之齡成為最年輕的當選總統，他曾在1990年競選連任但失敗，最終於1991年卸任，他的繼任者，密聯邦的第三任總統是貝利·奧爾特。

## 卸任後
約翰卸任總統後曾於2001年出任密克羅尼西亞聯邦第三屆製憲會議主席，2018年8月，約翰公開譴責國內楚克州獨立傾向的分離主義勢力。
2024年9月12日，密克羅尼西亞聯邦第2任總統約翰·哈格萊爾加姆於美國夏威夷州火奴魯魯逝世，終年75歳。

## 和中國的關係
1989年9月，在他的帶領之下的密克羅尼西亞聯邦與中華人民共和國建交，約翰是兩國建交後第一位訪問中國的密聯邦總統（他本人與開國總統中山利雄曾於1987年和1988年兩次訪問中國），而且得到中國國家主席楊尚昆的熱烈歡迎，也與中國總理李鵬進行過會面，約翰總統一行訪問了北京，上海，青島等地。。卸任總統之後，約翰長期擔任密中友好聯會的會長，與多位中國國家領導人見過面。